# Carol Blazejowski
Carol Ann Blazejowski (* 29. September 1956 in Elizabeth, New Jersey) ist eine ehemalige US-amerikanische Basketballspielerin und Sportmanagerin. Sie gilt als eine der besten Punktesammlerinnen im College-Basketball der USA. Als Forward für die Montclair State University erzielte sie zwischen 1974 und 1978 im Schnitt 31,7 Punkte pro Spiel. Neben diesem Rekord verbucht Blazejowski mit 38,6 Punkten pro Spiel ebenfalls die höchste Punkteausbeute innerhalb einer Spielzeit für sich. Sie wurde in verschiedene nationale Auswahlmannschaften berufen, unter anderem in die Damenmannschaft, die für die USA an den Olympischen Spielen 1980 teilnehmen sollte. Sie gewann als Topscorer mit der US-Mannschaft die Goldmedaille der Basketball-Weltmeisterschaft 1979. Für ihre Leistungen als Spielerin wurde Blazejowski 1994 in die Naismith Memorial Basketball Hall of Fame berufen.

## Karriere

### College
Nachdem Blazejowski an ihrer High-School in Cranford mit ihrer offensiven Spielweise auffiel, überzeugte sie die Trainerin des Damenbasketballteams der Montclair State University, dort ihre Collegekarriere in Angriff zu nehmen. In Blazejowskis Freshman-Jahr erzielte sie durchschnittlich 33 Punkte pro Spiel. Die nächsten drei Spielzeiten wurde sie jeweils zum All-American berufen. Mit insgesamt 3.199 Punkten hatte Blazejowski zum Ende ihrer vierjährigen Karriere bei Montclair die höchste Ausbeute unter allen weiblichen wie männlichen Collegespielern bis zu diesem Zeitpunkt erreicht. Sie war außerdem die erste Sportlerin der Universität, deren Trikotnummer als Ehrung von der zukünftigen Vergabe ausgenommen wurde.
Höhepunkt in Blazejowskis Collegekarriere war ein Spiel ihrer Mannschaft gegen das Team des Queens College, das im März 1978 im Madison Square Garden stattfand. Vor der Kulisse von 12.339 Zuschauern erzielte Blazejowski den Hallenrekord von 52 Punkten in einem Spiel. Zur Halbzeit lag Montclair noch mit 11 Punkten zurück und Blazejowski hatte 14 Punkte erzielt. In den letzten zwanzig Minuten verwandelte Blazejowski 17 von 21 Würfen. Montclair gewann mit 102 zu 91.

### Auswahlmannschaften und Profikarriere
Im Anschluss an ihre Collegezeit spielte Blazejowski zwei Jahre lang in der Amateur Athletic Union (AAU). 1979 wurde sie in die nationale Auswahl für das letztendlich siegreiche Team der USA für die Weltmeisterschaften 1979 berufen. Es folgte die Nominierung für die Olympiaauswahl 1980. Obwohl die Mannschaft um Blazejowski noch das Qualifikationsturnier zu den Spielen in Sofia, Bulgarien, bestritt, wurde sie aufgrund des Boykotts der Regierung unter Jimmy Carter nicht zu den Titelkämpfen entsandt.
1980 unterschrieb Blazejowski einen Dreijahresvertrag bei den New Jersey Gems in der Profiliga WBL. Mit 150.000 US-Dollar war dies der damals mit Abstand höchstdotierte Vertrag der Liga. Die WBL löste sich jedoch bereits ein Jahr später auf.
Ein Berufung in das Olympiateam für die Spiele 1984 in Los Angeles scheiterte daran, dass Blazejowski durch ihre einjährige Profikarriere den damals nötigen Amateurstatus verwirkt hatte.

### Weitere Karriere
Nach ihrer aktiven Spielerkarriere war Blazejowski zehn Jahre lang beim Sportartikelhersteller Adidas beschäftigt. Ab 1990 arbeitete sie in verschiedenen Managementposition für die National Basketball Association, unter anderem als Verantwortliche für Lizenzmarketing.
Von 1995 bis 1996 wechselte Blazejowskis Aufgabengebiet und sie wurde Leiterin der Damenbasketballabteilung der NBA. In der Folge wurde sie zur Verantwortlichen für Basketballentwicklung der neu gegründeten Profiliga Women’s National Basketball Association (WNBA) berufen. Bereits 1997 wechselte sie jedoch als Vizepräsidentin und General Manager in die Teamleitung der New York Liberty. 2008 wurde sie zur Präsidentin des Vereins befördert.
Nach 14 Jahren als General Manager der Liberty wurde Blazejowskis Vertrag nicht mehr verlängert. Sie verließ das Team und die WNBA. Seit dem 21. Februar 2011 ist Blazejowski an ihrer Alma Mater, der Montclair University, als Vizepräsidentin für die Hochschulentwicklung tätig.

## Auszeichnungen
Carol Blazejowski war im Jahr 1978 die erste Spielerin, die mit der Wade Trophy für die beste Basketballerin auf College-Ebene in den USA ausgezeichnet wurde.
- Naismith Memorial Basketball Hall of Fame: 1994
- Women’s Basketball Hall of Fame: 1999
- National Polish-American Sports Hall of Fame: 1994